# ビデオゲーム THE MOVIE
『ビデオゲーム THE MOVIE』は2014年のアメリカ映画。

## 概要
クラウドファンディングサイト『Kickstarter』で10万ドル以上の資金を集め、ビデオゲームが誕生してからの40年分の歴史を描いたドキュメンタリー映画である。
日本では、2015年5月23日に映画祭『カリテ・ファンタスティック! シネマコレクション2015』において初公開された。その後、同年6月26日22:00よりニコニコ生放送にてネット最速上映会が行われた。

## キャスト
- ノーラン・ブッシュネル
- デビッド・クレーン
- ウォーレン・デイビス
- クリス・ハードウィック
- アリソン・ヘイスリップ
- ウィル・ウィートン
- 小島秀夫

## スタッフ
- 監督 - ジェレミー・スニード
- 脚本 - ジェレミー・スニード
- 製作 - ジェレミー・スニード
- 製作総指揮 - ザック・ブラフ
- 撮影 - ジェレミー・スニード
- 編集 - ジェレミー・スニード

## ソフト化
- DVDが松竹より2015年8月5日に発売。